# Ringina
Ringina là một chi nhện trong họ Linyphiidae.